# La Vie privée de Piotr Vinogradov
Pour plus de détails, voir Fiche technique et Distribution.
La Vie privée de Piotr Vinogradov (russe : Частная жизнь Петра Виноградова, Tchastnaïa jizn Petra Vinogradova) est une comédie soviétique réalisée par Aleksandr Matcheret et sortie en 1935

## Synopsis
Le film raconte l'histoire d'un jeune inventeur, Piotr Vinogradov. Tout en travaillant dans une usine automobile, il suit des cours du soir à l'université. Piotr est un homme bon, mais il est devenu arrogant. À l'insu de sa petite amie, il commence à courtiser une autre femme. Se retrouvant dans une situation confuse, il se retrouve dans diverses situations comiques dont il doit se sortir.

## Fiche technique
- Titre français : La Vie privée de Piotr Vinogradov[1]
- Titre original : Частная жизнь Петра Виноградова, Tchastnaïa jizn Petra Vinogradova[2]
- Réalisation : Aleksandr Matcheret
- Scénario : Viktor Slavine (ru)
- Photographie : Ievgueni Slavinski
- Musique : Lev Knipper
- Décors : Alekseï Outkine (ru)
- Production : Mosfilm
- Pays de production :  Union soviétique
- Langue originale : russe
- Durée : 67 minutes
- Genre : comédie
- Dates de sortie : 
  - Union soviétique : février 1935 (Festival de Moscou 1935) ; 25 mai 1935 (sortie nationale)

## Distribution
- Boris Livanov — Piotr Vinogradov
- Valentin Tsichevski — Senia
- Konstantin Gradopolov (ru) — Kotia Okhotnikov
- Tatiana Barycheva (ru) — la mère de Senia
- Galina Stepanova (ru) — la fille
- Ivan Pereverzev — l'instructeur d'éducation physique
- Galina Pachkova (ru) — Valia, l'étudiante au Conservatoire de Moscou
- Nadejda Ardi (ru) — Tonia, l'étudiante à la faculté d’architecture
- Vsevolod Sanaïev